# Dasypogonaceae
Dasypogonaceae is een botanische naam, voor een familie van eenzaadlobbige planten. Een familie onder deze naam wordt zelden erkend door systemen van plantensystematiek: deze planten werden meestal ingevoegd bij de familie Xanthorrhoeaceae.
Zo'n aparte familie wordt wel erkend door het APG-systeem (1998), het APG II-systeem (2003) en APG III-systeem (2009). Deze systemen plaatsen deze familie niet in een orde, maar enkel in de clade van de commelinids (in de Heukels vertaald als: Commeliniden). Zoals omschreven op de APWebsite telt deze familie slechts zo'n anderhalf dozijn soorten: dit is dan wel inclusief de planten die soms de aparte familie Calectasiaceae vormen. De bekendste soort in de familie is Kingia australis.
Zoals omschreven door Watson en Dallwitz omvat de familie enkele tientallen soorten, die voorkomen in Australië, waarbij het verspreidingsgebied van het genus Lomandra zich uitstrekt tot Nieuw-Guinea en Nieuw-Caledonië. In APG hoort Lomandra in de familie Laxmanniaceae (of Asparagaceae).